# Кизиловий Сад
Кизи́ловий Сад — пасажирський залізничний зупинний пункт Шевченківської дирекції Одеської залізниці.
Розташований за кількасот метрів від села Катеринівка Кам'янського району Черкаської області на лінії Імені Тараса Шевченка — Помічна між станціями Сердюківка (2 км) та Капітанівка (18 км).
Станом на січень 2020 року щодня дві пари дизель-потягів прямують за напрямком Імені Тараса Шевченка — Помічна/Виска, проте не зупиняються.